# Dronowka (obwód kurski)
Dronowka (ros. Дроновка) – wieś (ros. село, trb. sieło) w zachodniej Rosji, centrum administracyjne sielsowietu markowskiego w rejonie głuszkowskim obwodu kurskiego.

## Geografia
Miejscowość położona jest w pobliżu rzeki Sejm, 25 km od centrum administracyjnego rejonu (Głuszkowo), 135 km od Kurska.

## Historia
Do roku 2010 Dronowka była centrum administracyjnym sielsowietu dronowskiego, który w tymże roku wszedł w skład sielsowietu markowskiego.

## Demografia
W 2010 r. miejscowość zamieszkiwały 154 osoby.